# Сереж
Сере́ж — река в Красноярском крае России, левый приток Чулыма. Протекает по территории Ужурского и Назаровского районов. Длина — 232 км, площадь водосборного бассейна — 5090 км².

## География
Берёт начало из озера Белое недалеко от города Ужур. Вскоре после истока поворачивает на север и сохраняет общее направление до впадения в Чулым. Река Сереж впадает в Чулым вблизи села Большой Сереж.

## Гидрология
Питание преимущественно снеговое и дождевое летом и осенью. Высокая вода весной, в апреле и мае, с наступлением оттепели и таяния снега. В июне и июле, поток снижается довольно быстро, а затем стабилизируется на среднем уровне при сохранении тенденции к снижению, и это на протяжении всего лета и осени.
Среднегодовой расход воды — в феврале (минимальный расход) 3,02 м³/с, или около 11 % от среднего; в апреле 27 м³/с. За период наблюдения (с 1956 по 2000), минимальный расход составил 0,26 м³/с в январе 1975 года, а максимальный 187 м³/с в мае 1966 года.

## Притоки
- 9 км: река без названия
- 70 км: Кибитень
- 71 км: Каргала
- 84 км: Кольцовка
- 92 км: Березовка
- 102 км: Березовка
- 104 км: Сереуль
- 124 км: Изынджуль
- 140 км: Тарханко
- 152 км: Солгон
- 162 км: Большая Яга (Прямая Яга)
- 175 км: река без названия
- 176 км: Терехта
- 182 км: Изыкчуль
- 194 км: река без названия
- 203 км: река без названия
- 211 км: Сокса

## Данные водного реестра
По данным государственного водного реестра России относится к Верхнеобскому бассейновому округу, водохозяйственный участок — Чулым от истока до г. Ачинск, речной подбассейн реки — Чулым. Речной бассейн реки — (Верхняя) Обь до впадения Иртыша.